# Viburnum cylindricum
Viburnum cylindricum är en desmeknoppsväxtart som beskrevs av Buch.-ham. och David Don. Viburnum cylindricum ingår i släktet olvonsläktet, och familjen desmeknoppsväxter. Inga underarter finns listade i Catalogue of Life.